# Fink (musicus)
Fink, artiestennaam van Fin Greenall, (St. Ives, Cornwall) is een Brits artiest. Hij was eerst dj, maar is thans actief als singer-songwriter. Onder andere onder de artiestennamen Fink en Sideshow produceert hij albums van andere artiesten en brengt hij zijn eigen muziek uit.

## Levensloop
Fin Greenall groeide op in Bristol in een gezin waarin zijn vader professioneel muzikant was en zijn moeder manager van wereld- en folkartiesten. Hij kwam hierdoor in aanraking met verschillende muziekstijlen. Op 16-jarige leeftijd begon hij met gitaarspelen. Na zijn studies geschiedenis en Engels besloot hij echter om zijn muzikale inspiraties te gaan uiten in de dancemuziek, eerst als deejay en later ook als producer van onder meer de toen nog onbekende Amy Winehouse.

## Fink als dj
In 1995 bracht Greenall in samenwerking met Lee Jones (alias Hefner) zijn eerste album met technomuziek uit onder de naam EVA. Later bracht hij enkele triphop-ep's onder de namen Sideshow en Fink uit. Dit trok de aandacht van het platenlabel Ninja Tune Records, het dancelabel van Matt Black en Jonathan Moore van de band Coldcut. Hier tekende hij al snel een platencontract. Onder de artiestennaam Fink bracht Greenall in 2000 het album Fresh Produce uit. Het album werd goed ontvangen,

## Fink als singer-songwriter
Ondertussen bleef bij Greenall het gevoel dat hij eigenlijk ook andere muziek wilde maken. Gitaarspelen was zijn hobby en hij wilde er mogelijk meer mee gaan doen. Hij besloot het roer om te gooien, wat in 2006 leidde tot het album Biscuits for Breakfast. Dit was een album waarop hij met minimale middelen akoestische nummers vertolkte, vergezeld van een donkere stem. In oktober 2007 kwam het album Distance and Time met meer melodische nummers uit. Op zijn album Hard Believer uit 2014, werd Fink tevens bijgestaan door de Nederlandse zanger en pianist Ruben Hein.

## Discografie

### Albums
| Album met eventuele hitnotering(en) in de Nederlandse Album Top 100 | Datum van verschijnen | Datum van binnenkomst | Hoogste positie | Aantal weken | Opmerkingen |
| ------------------------------------------------------------------- | --------------------- | --------------------- | --------------- | ------------ | ----------- |
| Fresh produce                                                       | 2000                  | -                     |                 |              |             |
| Biscuits for breakfast                                              | 2006                  | -                     |                 |              |             |
| Distance and time                                                   | 05-10-2007            | -                     |                 |              |             |
| Sort of revolution                                                  | 15-05-2009            | 30-05-2009            | 60              | 1            |             |
| Perfect darkness                                                    | 17-06-2011            | 25-06-2011            | 32              | 9            |             |
| Hard believer                                                       | 14-07-2014            | 19-07-2014            | 8               | 10           |             |
| Fink’s Sunday Night Blues Club Vol. 1                               | 10-03-2017            | 18-03-2017            | 53              | 1            |             |
| Resurgam                                                            | 15-09-2017            | 23-09-2017            | 39              | 1            |             |

| Album met hitnotering(en) in de Vlaamse Ultratop 200 albums | Datum van verschijnen | Datum van binnenkomst | Hoogste positie | Aantal weken | Opmerkingen |
| ----------------------------------------------------------- | --------------------- | --------------------- | --------------- | ------------ | ----------- |
| Wheels turn beneath my feet                                 | 2012                  | 25-10-2012            | 180             | 1*           |             |

Dj
- Extra Vehicular Activity (1995) - als EVA
- Fresh Produce (2000) - als Fink
- Sideshow (2007) - verzameling van eerder uitgebrachte ep's onder de naam Sideshow

### NPO Radio 2 Top 2000
| Nummer met noteringen in de NPO Radio 2 Top 2000 | '16  | '17  | '18  | '19  | '20  | '21  |
| ------------------------------------------------ | ---- | ---- | ---- | ---- | ---- | ---- |
| Looking Too Closely                              | 1370 | 1312 | 1476 | 1687 | 1761 | 1974 |

1. ↑  Een vetgedrukt getal geeft de hoogste notering aan.
2. ↑  2016 was het eerste jaar met een notering voor dit nummer.
3. ↑  Deze tabel is bijgewerkt tot en met de laatste editie (2024).

## Op televisie en in films
De volgende liedjes van Fink werden op televisie of in films gebruikt:
- Trouble's What You Are In werd gebruikt in de eerste aflevering van de televisieserie Bitten, uitgezonden in januari 2014
- Looking Too Closely werd gebruikt aan het eind van de aflevering Exposure van Suits (seizoen 4, aflevering 8), in de Verenigde Staten uitgezonden op 6 augustus 2014 en op het eind van de aflevering "Single point of failure" van de serie Scorpion (seizoen 1 aflevering 2), in de Verenigde Staten uitgezonden op 29 september 2014 en tevens in de film Collateral Beauty uit 2016 met in de hoofdrol Will Smith.
- De aflevering Respect (seizoen 4, aflevering 12) van de televisieserie Suits, uitgezonden in de Verenigde Staten op 4 februari 2015, sloot af met Yesterday was Hard on All of Us.
- This Is The Thing werd gebruikt in een scène van de Amerikaanse romantische/oorlogsfilm Dear John, uitgekomen in 2010
- Warm Shadow werd gebruikt in de Amerikaanse serie The Walking Dead (seizoen 3, aflevering 13)
- Yesterday Was Hard on All of Us werd gebruikt in het Nederlandse programma Break Free ter nagedachtenis aan de Sascha Meijer die omkwam bij de ramp met de MH17

- Bibliothèque nationale de France: cb14177398d (data)
- Gemeinsame Normdatei: 1230359427
- International Standard Name Identifier: 0000 0000 8172 2961
- MusicBrainz: aa1d542d-11c6-4bf3-8219-28a781de29ea
- Système universitaire de documentation: 160590914
- Virtual International Authority File: 107041198